# Hibiscus aculeatus
Hibiscus aculeatus är en malvaväxtart som beskrevs av Thomas Walter. Hibiscus aculeatus ingår i Hibiskussläktet som ingår i familjen malvaväxter. Inga underarter finns listade i Catalogue of Life.